# Гэндон, Джеймс
Джеймс Гэ́ндон (англ. James Gandon; около 1742, Лондон, Англия — 24 декабря 1823, пригород Лукан, Ирландия) — известный ирландский архитектор конца XVIII — начала XIX веков. Известен такими работами, как здание Таможенного управления в Дублине, здание Четырёх Судов, Кингс-инн в Дублине, особняк Emo Court в графстве Лиишь.

## Биография
Родился на Бонд-стрит в Лондоне в семье оружейника Питера Гэндона и Джейн Бёрчолл (англ. Jane Burchall). Дед — Питер Гэндон, беженец-гугенот из Франции.
Существует несколько версий даты рождения Джеймса Гэндона. В биографических источниках встречается дата 29 февраля 1742 года по юлианскому календарю, но она является очевидно ошибочной, поскольку 1742 год не был високосным. Ирландский историк искусства Эдвард Макпарланд приводит дату 20 февраля 1742 года по григорианскому календарю. Некоторые другие источники указывают 1743 год рождения без уточнения дня.
По окончании художественной школы в 1749 году Гэндон был принят на контрактной основе учеником в мастерскую сэра Уильяма Чеймберса. С 1765 года начал самостоятельную архитектурную практику. В 1769 году занял второе место на конкурсе проектов для здания биржи в Дублине, и хотя для реализации был выбран проект Томаса Кули (англ. Thomas Cooley), дублинские строительные заказчики обратили внимание на Гэндона.
В 1780 году отказался от приглашения в Санкт-Петербург от одного из членов императорской фамилии[уточнить]. В 1781 году принял предложение переехать в Дублин для надзора за строительством нового здания таможенного управления по проекту скончавшегося незадолго до этого Томаса Кули. Суммарные затраты на возведение этого здания составили £ 200 тыс., что было огромной суммой в те времена.